# Chanson illustrée

The Little Old Log Cabin, illustration en deux plaques avec effet de fondu, 1903.

La chanson illustrée est une forme de divertissement musical populaire inventé en 1894 aux États-Unis,.
Elle consiste en une performance musicale en direct accompagnée d'une projection d'images fixes, photographies ou dessins fixés sur des diapositives sous forme de plaques de verre, permettant une colorisation par peinture à la main. Typiquement, une chanson est accompagnée d'une séquence de 12 à 16 images fixes suivant la narration des paroles. La projection se fait soit à l'aide d'un Stereopticon, un projecteur de type lanterne magique dont les deux lentilles permettent de créer un effet de fondu entre deux images - et non, contrairement à ce que le nom pourrait laisser supposer, de projeter des images en stéréoscopie - soit avec un projecteur de cinéma traditionnel permettant de projeter à la fois des films et des diapositives.
La chanson illustrée devient populaire en conjonction avec le cinéma muet, utilisée soit en ouverture des projections, soit sous forme d'interlude permettant de meubler le temps nécessaire au changement de bobine. Certains spectacles, enfin, ne proposent que des chansons illustrées. On estime que, dans tous les États-Unis, jusqu'à dix mille petits cinémas proposent ce genre de divertissement au début du XXe siècle. Les chansons illustrées sont également employées comme un moyen promotionnel par les éditeurs de partitions musicales : le public est encouragé à participer aux projections et la répétition régulière de certaines performances fait grimper les ventes.
La toute première chanson illustrée, sortie en 1894, est The Little Lost Child. Le morceau remporte un grand succès national et la partition se vend à plus de deux millions d'exemplaires. On considère cette performance, de par son impact et son succès commercial, comme l'ancêtre du clip moderne.

Illustrations de John Scott et Edward Van Altena
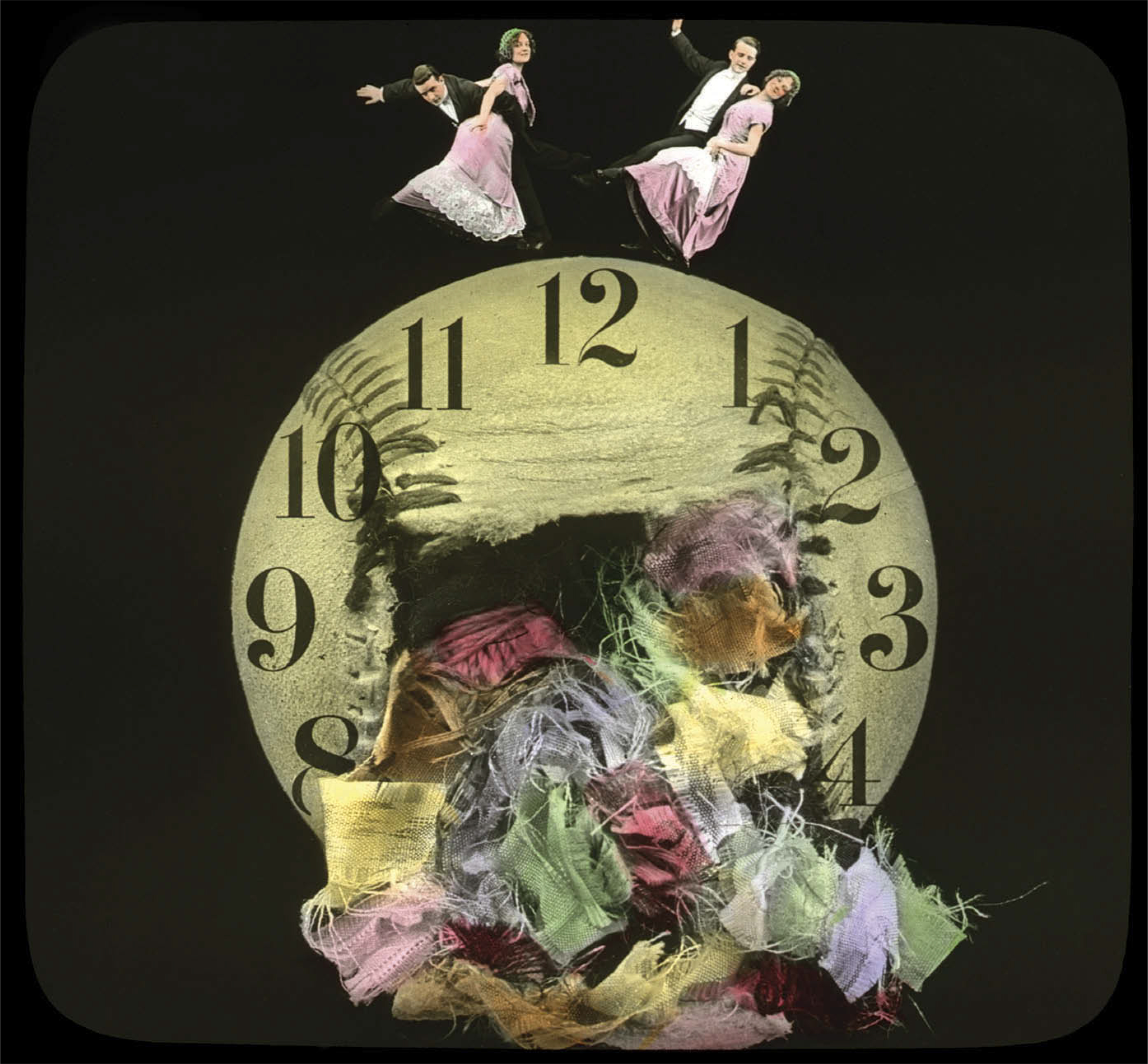
At the Ragtime Ball, 1911.
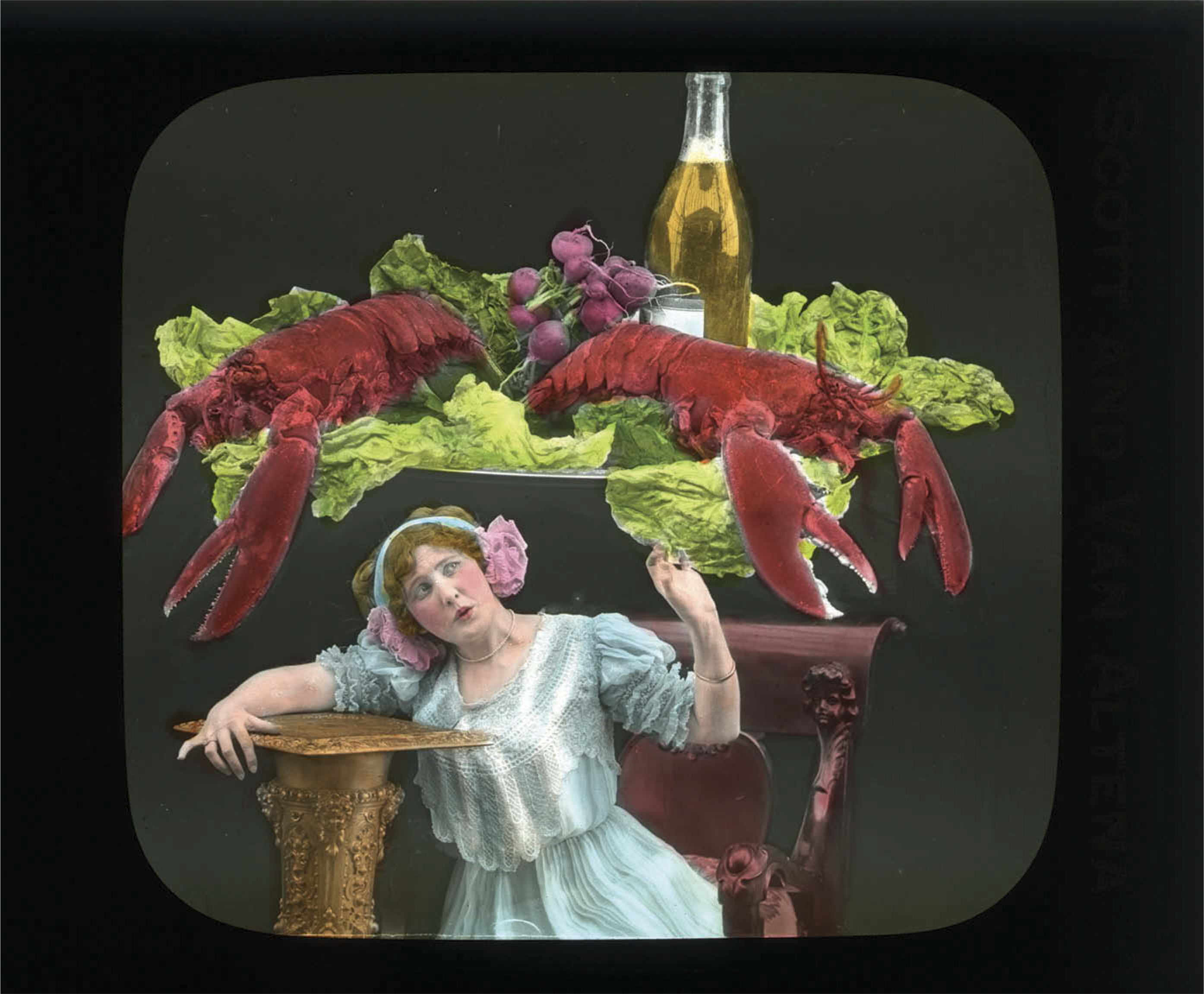
All Alone, 1911.
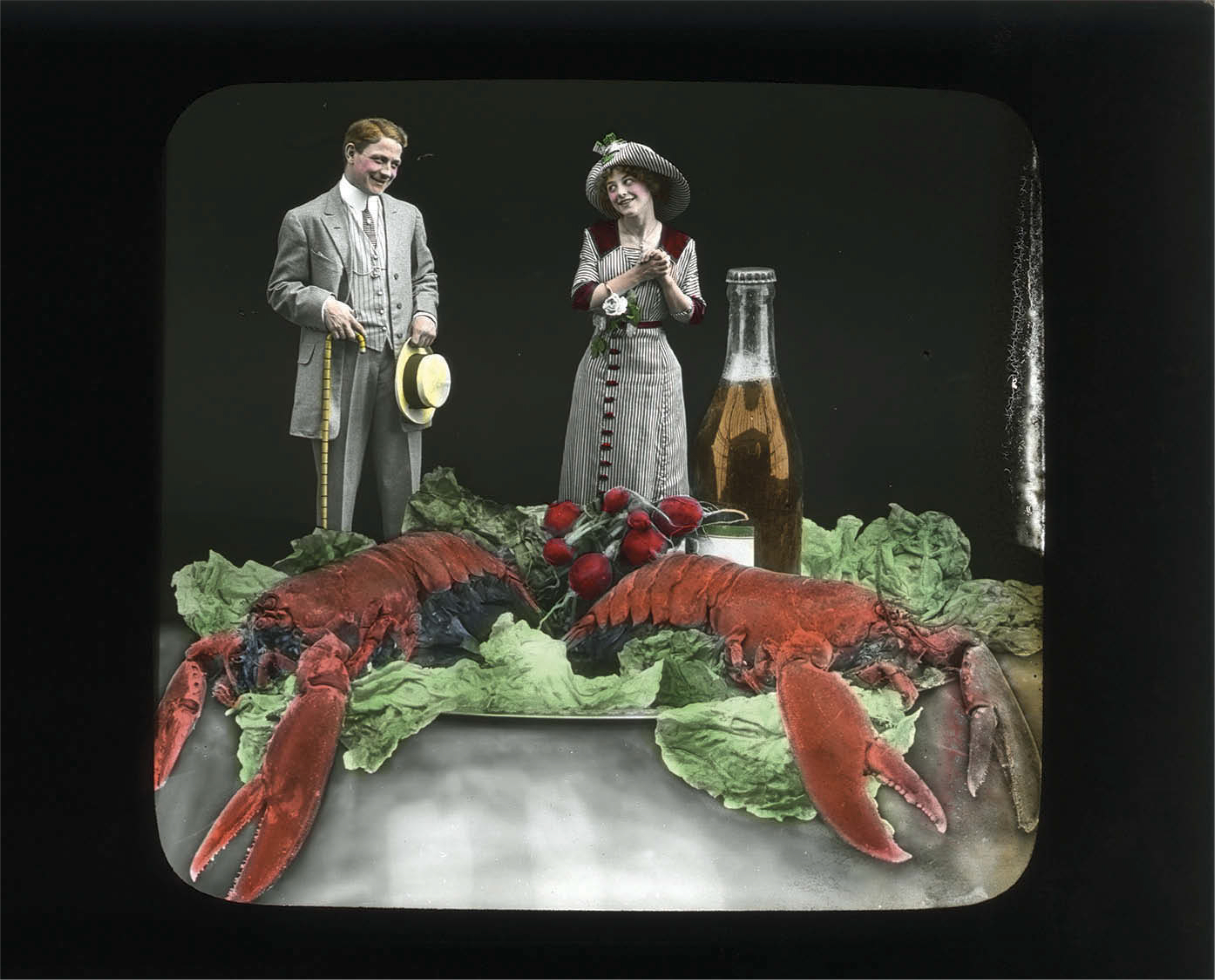
Somebody Else Is Getting It, 1912.
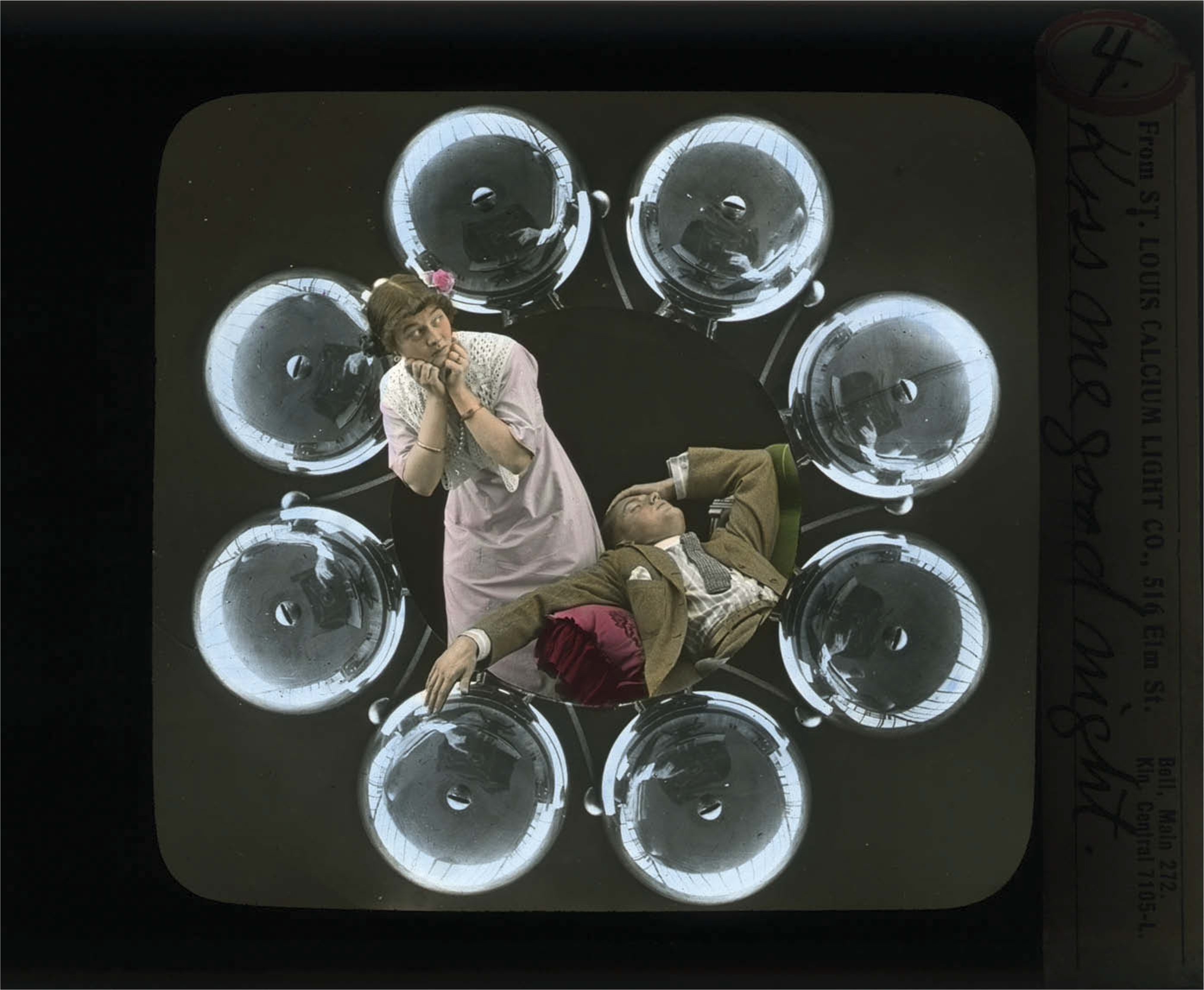
Kiss Me Goodnight, 1913.
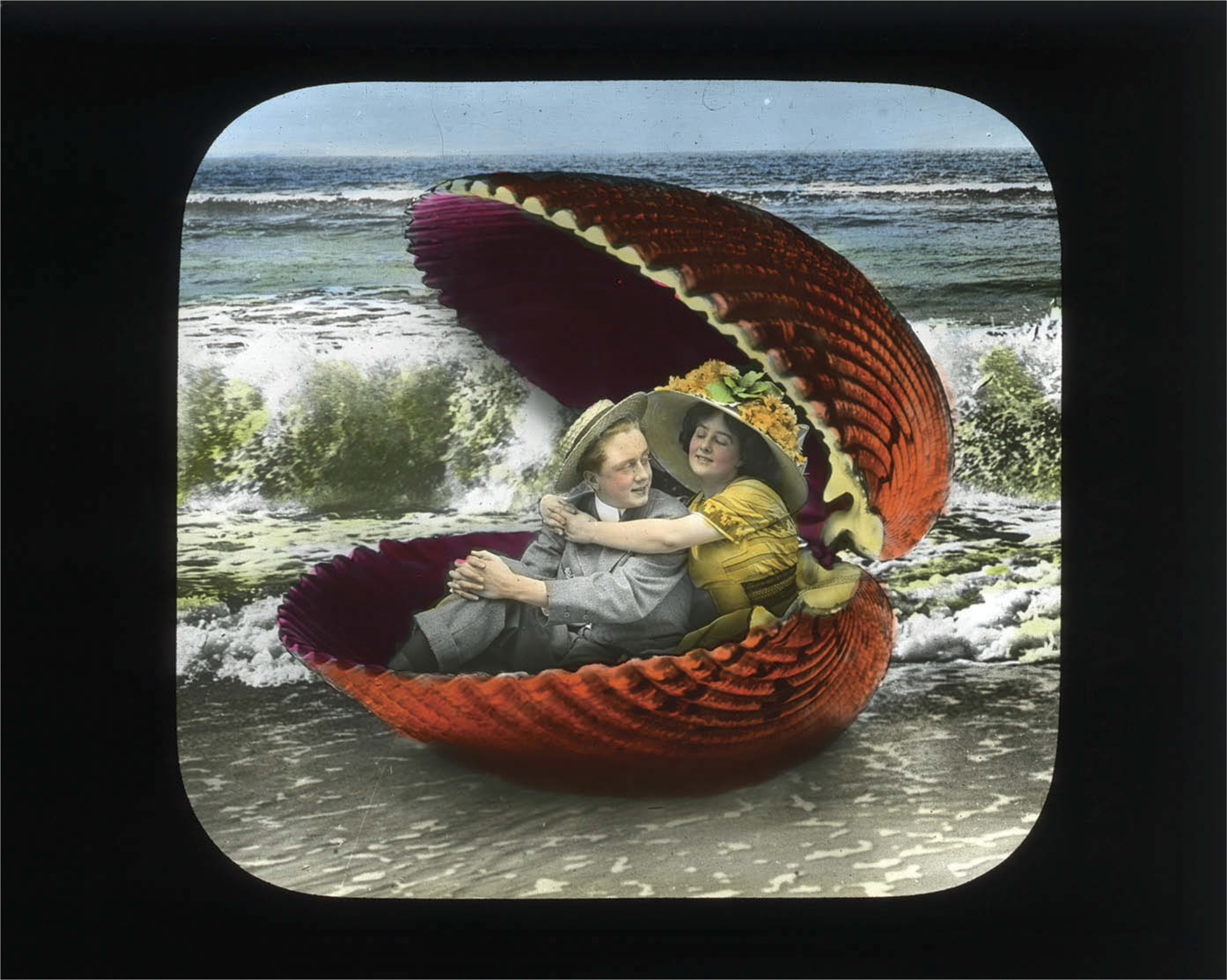
Somewhere This Summer With You, 1911.
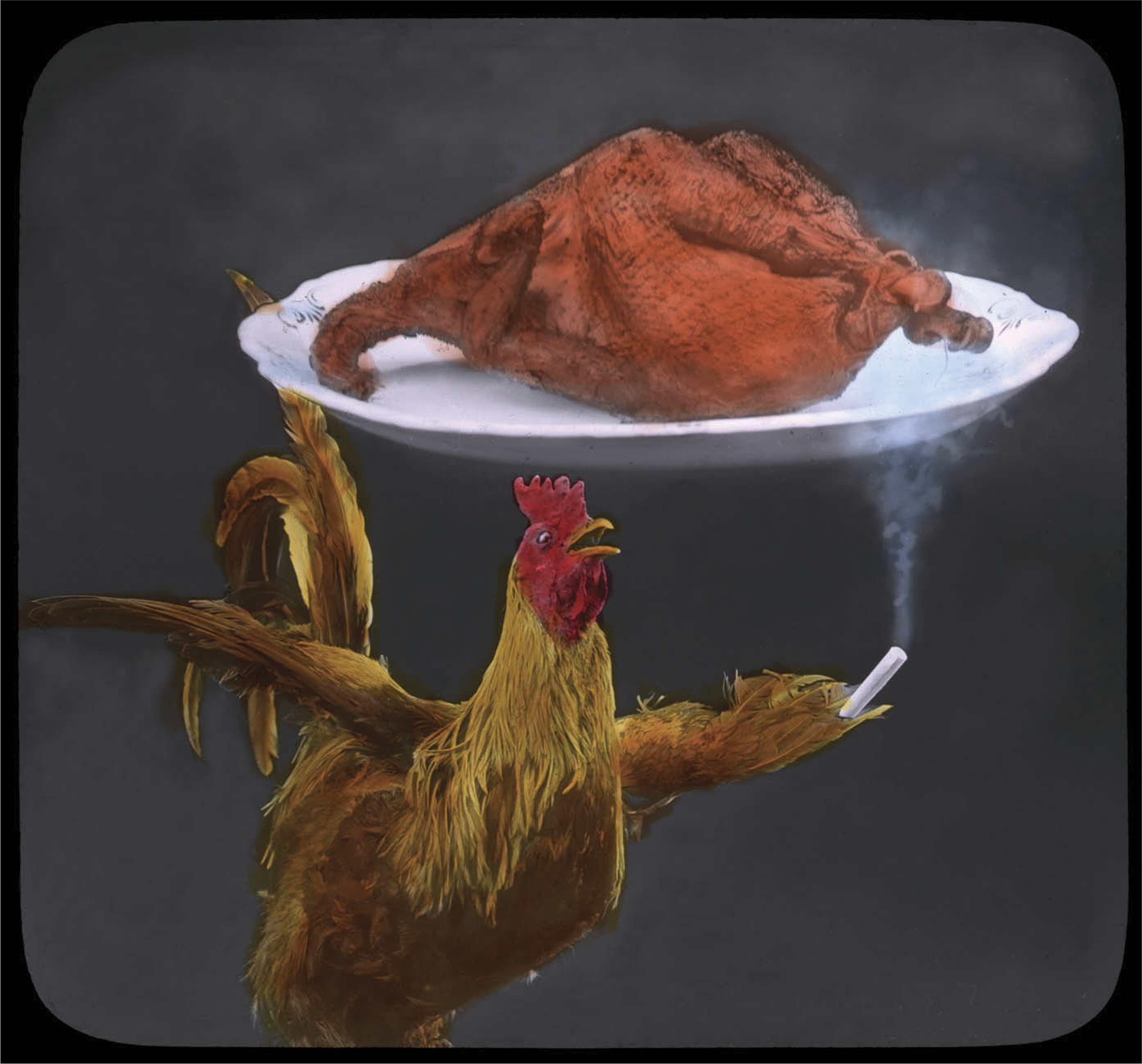
Chicken rag, 1911.